# Laticranium
Laticranium is een kevergeslacht uit de familie van de boktorren (Cerambycidae). De wetenschappelijke naam van het geslacht werd voor het eerst geldig gepubliceerd in 1959 door Lane.

## Soorten
Laticranium is monotypisch en omvat slechts de volgende soort:
- Laticranium mandibulare Lane, 1959